# Ahmed Ben Bella
Ahmed Ben Bella (in arabo أحمد بن بلّة‎?; Maghnia, 25 dicembre 1916 o 1918 – Algeri, 11 aprile 2012) è stato un politico e rivoluzionario algerino.
Esponente dell'ala più radicale del movimento di liberazione nazionale d'Algeria, è visto come il padre della patria algerina. È stato il primo Presidente dell'Algeria.

## Biografia

### Gioventù
Ben Bella nacque a Maghnia, nell'allora Algeria francese, il 25 dicembre del 1916, o 1918 secondo altre fonti, da genitori marocchini di origine berbera, ambedue poveri contadini nativi della regione di Marrakech. Il fratello maggiore morì combattendo nell'esercito francese durante la prima guerra mondiale e altri due fratelli morirono in gioventù.
Frequentò le scuole a Tlemcen, dove rimase profondamente colpito dal razzismo verso gli studenti arabi da parte del suo maestro europeo. Non riuscì a diplomarsi e successivamente abbandonò la scuola.

### Seconda guerra mondiale
Ben Bella si arruolò volontario nell'esercito francese nel 1936. L'esercito rappresentava infatti una delle poche vie di carriera per gli algerini sotto il dominio coloniale e l'arruolamento volontario era cosa comune. A Marsiglia giocò come calciatore per l'Olympique de Marseille, nella stagione 1939-40.
Nel 1940, durante la seconda guerra mondiale, Ben Bella venne impiegato al fronte come sottufficiale e si vide assegnata la Croix de guerre 1939-1945. Venne smobilitato dopo la caduta della Francia, ma si unì a un reggimento di fucilieri marocchini con il quale prestò servizio al fianco degli Alleati durante tutta la campagna d'Italia. Promosso al grado di maresciallo, ricevette la Médaille militaire per il coraggio a Montecassino (dove fu ferito) da Charles de Gaulle.

### Guerra d'indipendenza
Nel dopoguerra aderì al movimento nazionalista ed indipendentista algerino fondato da Messali Hadj ma che in seguito abbandonò per screzi sulla linea politica adottatavi, dando successivamente vita ad un movimento rivoluzionario autonomo. Arrestato nel 1950 e condannato a otto anni di reclusione, riuscì a evadere nel 1952, rifugiandosi in Tunisia e poi in Egitto; e quindi, durante questo forzato esilio, diede vita all'organizzazione socialista araba ed indipendentista del Fronte di Liberazione Nazionale (FLN) ed alla relativa milizia clandestina (1952), che, nel 1954, iniziò le azioni militari in grande stile contro il governo coloniale francese.
Allo scoppio della guerra d'indipendenza algerina nel 1954, Ben Bella si stabilì al Cairo, in Egitto, dove era diventato uno dei massimi dirigenti del FLN. Nel 1955, il governo francese lo arrestò, dopo che il suo aereo fu intercettato e portato in Francia. Mentre era in prigione, venne eletto vice-primo ministro del Governo provvisorio della Repubblica algerina.
Come molti rivoluzionari arabi del tempo, Ben Bella s'identificava come "nasseriano", vale a dire ispirato al socialismo panarabo del Presidente egiziano Gamal Abd el-Nasser, il quale non fece mancare il proprio sostegno morale, politico e militare a movimento d'indipendenza algerino.

### Dopo l'indipendenza
Liberato in seguito agli accordi di Évian (1962), che sancirono l'indipendenza dell'Algeria, venne eletto unilateralmente prima vicepresidente e poi presidente del Consiglio dei ministri del nuovo Stato, estromettendo via via dal potere i suoi avversari di destra e di sinistra (tra cui il premier Benyoucef Benkhedda).

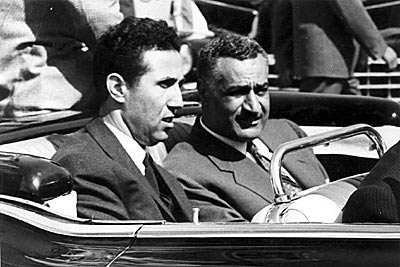
Ben Bella e Nasser nel 1962.

Ben Bella assunse l'anno dopo anche le cariche di segretario del FLN e di presidente della Repubblica dopo la controversa Guerra della sabbia contro il Marocco.
Fu amato dal popolo algerino come pochi altri capi rivoluzionari; il suo nome scandito ritmicamente era il grido di guerra dell'Armata Popolare di Liberazione. Dopo la stabilizzazione del paese, Ben Bella intraprese in patria un ardito piano di riforme agrarie a beneficio dei contadini senza terra, impostato sull'autogestione organizzativa ed amministrativa del preesistente modello latifondiario, ed orientandosi sempre più verso un profilo terzomondista in ambito di politica estera.

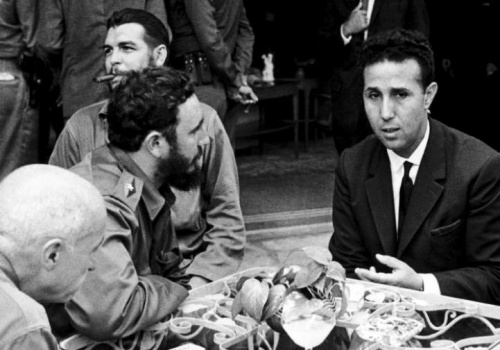
Ahmed Ben Bella a Cuba con Che Guevara e Fidel Castro

La sua popolarità venne però scossa dalla necessità di mantenere un difficile equilibrio fra nazionalisti e progressisti all'interno, e fra Europa e Unione Sovietica in politica estera, il che lo condusse alla rottura con i comunisti filosovietici, nella ricerca d'una "via algerina al socialismo"; inoltre, il ritmo rapidissimo che volle imporre al processo di riforme sociali ed economiche gli inimicò anche le forze della borghesia.
Il suo stile di governo divenne sempre più autocratico ed il suo comportamento eccentrico e arrogante nei confronti dei colleghi gli alienò molti sostenitori; a ciò s'accompagnava la promozione d'un culto della personalità. Infine, a partire dal 1964, Ben Bella dedicò la maggior parte del tempo agli affari esteri anziché agli sviluppi politici locali.

### Rovesciamento, prigionia ed esilio
Alle due del mattino del 19 giugno 1965, la sua attività fu bruscamente troncata da un colpo di Stato guidato dall'antico compagno d'armi Houari Boumédiène, a seguito del quale Ben Bella fu messo agli arresti domiciliari.
Nel luglio 1979, poco dopo la morte di Boumédiène, Ben Bella venne liberato dopo quasi un quindicennio di prigionia e, nel 1980, venne esiliato in Francia, da cui fu però espulso nel 1983, stabilendosi in Svizzera.

### Ritorno in patria
Soltanto nel settembre 1990 gli fu concesso di tornare in patria. Benché impossibilitato a riattivarsi sulla scena politica algerina, cominciò ad interessarsi al tema dell'integrazione africana e, dal 2007, figurò in seno alla Commissione dei saggi dell'Unione Africana.
Il 23 febbraio 2012 venne diffusa la notizia della sua morte, poi smentita dalla figlia. È scomparso l'11 aprile 2012 all'età di 95 anni nella propria casa di Algeri; ha ricevuto un funerale di Stato cui hanno partecipato le massime autorità algerine; alla sua memoria è intitolato l'aeroporto di Orano.